# Liste heiliger und seliger Ehepaare

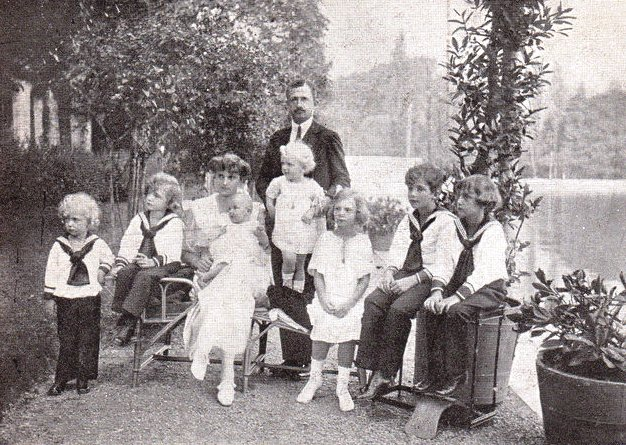
Sel. Karl von Österreich, Dienerin Gottes Zita und ihre Kinder, Madeira 1922

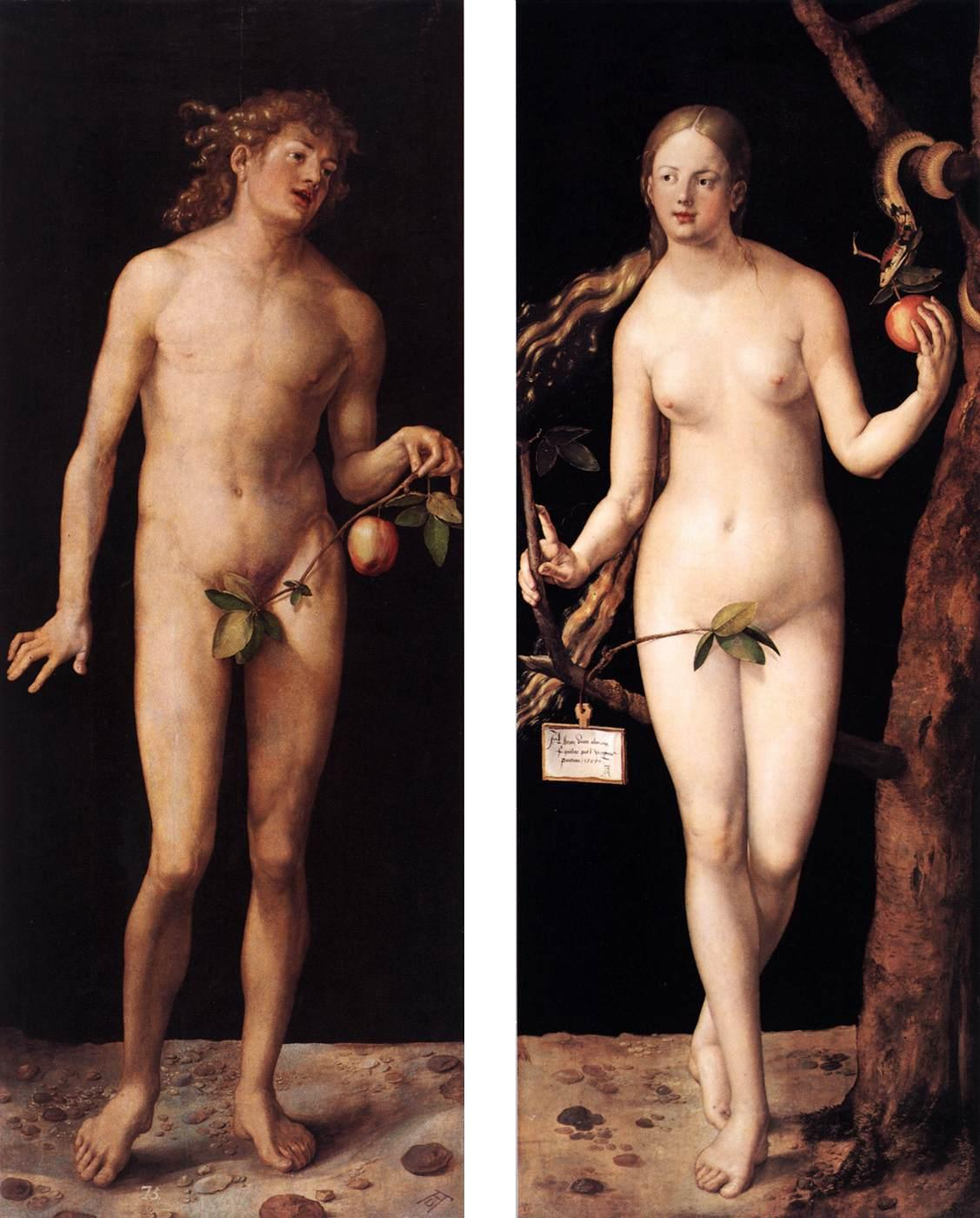
Adam und Eva, von Albrecht Dürer

Die Liste heiliger und seliger Ehepaare verzeichnet christliche Eheleute, die in den verschiedenen Denominationen verehrt werden.

## Biblische Paare
- Abraham und Sara
- Elisabeth und Zacharias
- Joseph und Maria
- Aquila und Priszilla
- Philemon und Apphia

## Römisch-katholische Kirche (Auswahl)
Für die römisch-katholische Kirche verzeichnet die Liste die Paare, die gemeinsam oder einzeln heilig- oder seliggesprochen wurden. Ein offizielles kirchliches Verzeichnis dieser Paare, außerhalb ihrer Aufnahme ins Martyrologium Romanum, besteht nicht. Die Auflistung erfolgt chronologisch.
| Ehemann                                                                            | Gedenktag (Mann)   | Ehefrau                                                                    | Gedenktag (Frau)   |
| ---------------------------------------------------------------------------------- | ------------------ | -------------------------------------------------------------------------- | ------------------ |
| Hl. Joachim Großvater Jesu, Vater Marias                                           | 26. Juli           | Hl. Anna Großmutter Jesu, Mutter Marias                                    | 26. Juli           |
| Hl. Asprenas † um 79                                                               | 3. November        | Hl. Candida die Ältere † um 78                                             | 4. September       |
| Hl. Hesperus † 127 oder 137 in Attalia, Märtyrer                                   | 2. Mai             | Hl. Zoë † 127 oder 137 in Attalia, Märtyrerin                              | 2. Mai             |
| Hl. Victor von Damaskus † 177, Märtyrer                                            | 14. Mai            | Hl. Corona † 177, Märtyrerin                                               | 14. Mai            |
| Hl. Galaktion von Emesa † um 250, Märtyrer                                         | 5. November        | Hl. Episteme von Emesa † um 250, Märtyrerin                                | 5. November        |
| Hl. Marius † um 268/270, Märtyrer                                                  | 19. Januar         | Hl. Martha † 268/270, Märtyrerin                                           | 19. Januar         |
| Hl. Chrysanthus † 283/284, Märtyrer                                                | 25. Oktober        | Hl. Daria † 283/284, Märtyrerin                                            | 25. Oktober        |
| Hl. Modestus † 304, Märtyrer                                                       | 15. Juni (15. Mai) | Hl. Crescentia † 304, Märtyrerin                                           | 15. Juni (15. Mai) |
| Hl. Julian † um 304, Märtyrer                                                      | 6. Januar          | Hl. Basilissa † um 304, Märtyrerin                                         | 6. Januar          |
| Hl. Gregor von Nazianz der Ältere † 374 in Nazianz, Bischof                        | 1. Januar          | Hl. Nonna                                                                  | 5. August          |
| Hl. Basilius der Ältere † um 379                                                   | 30. Mai            | Hl. Emmelia † 372                                                          | 30. Mai            |
| Hl. Catervius † um 400, Märtyrer                                                   | 10. Dezember       | Hl. Septimia † um 400, Märtyrerin                                          | 10. Dezember       |
| Hl. Pinianus † 431 bei Jerusalem, Klostergründer                                   | 31. Dezember       | Hl. Melania die Jüngere † 31. Dezember 439 in Jerusalem, Einsiedlerin      | 31. Dezember       |
| Hl. Æthelberht † 24. Februar 616/618, König von Kent                               | 25. Februar        | Hl. Bertha † zwischen 601 und 616/618, Königin von Kent                    | 4. Juli            |
| Hl. Edwin von Northumbrien † 12. Oktober 633 bei Doncaster, König von Deira        | 12. Oktober        | Hl. Æthelburg † 647 in Lyminge, Königin von Deira                          | 4. Oktober         |
| Hl. Vinzenz Madelgar von Soignies † 677, Vater, Klostergründer und Abt in Soignies | 14. Juli           | Hl. Waltraud von Mons † 688 in Mons, Klostergründerin und Äbtissin in Mons | 9. April           |
| Hl. Richard von Wessex † um 720 in Lucca                                           | 7. Februar         | Hl. Wuna † um 700 in England                                               | 7. Februar         |
| Hl. Hidulf von Lobbes † 23. Juni wahrscheinlich 707                                | 23. Juni           | Hl. Aya von Mons † 18. April um 707–709 oder 714 in Mons                   | 18. April          |
| Hl. Aurelius † 852                                                                 | 27. Juli           | Hl. Nathalie (auch: Sabigotho) † 852                                       | 27. Juli           |
| Hl. Felix † 852                                                                    | 27. Juli           | Hl. Liliosa † 852                                                          | 27. Juli           |
| Hl. Heinrich II., Kaiser des HRR † 1024                                            | 13. Juli           | Hl. Kunigunde von Luxemburg † 1033                                         | 3. März            |
| Hl. Stephan von Ungarn † 1038 in Ungarn                                            | 16. August         | Sel. Gisela von Bayern † 1065 in Bayern                                    | 7. Mai             |
| Hl. Isidor von Madrid † 1130 in Spanien                                            | 15. Mai            | Sel. Maria Turibia † 1140 in Spanien                                       | 9. September       |
| Sel. Ludwig IV. von Thüringen † 1227 in Italien                                    | 11. September      | Hl. Elisabeth von Ungarn † 1231 in Hessen                                  | 17. November       |
| Hl. Elzéar von Sabran † 1323 in Frankreich                                         | 27. September      | Sel. Delphina † 1360 in Frankreich                                         | 26. November       |
| Hl. Thomas Gengoro † 1620 in Japan                                                 | 16. August         | Hl. Maria Gengoro † 1620 in Japan                                          | 16. August         |
| Hl. Louis Martin † 1894 in Frankreich                                              | 12. Juli           | Hl. Zélie Martin † 1877 in Frankreich                                      | 12. Juli           |
| Sel. Józef Ulma † 1944 in Polen                                                    | 7. Juli            | Sel. Wiktoria Ulma † 1944 in Polen                                         | 7. Juli            |
| Sel. Luigi Beltrame Quattrocchi † 1951 in Italien                                  | 25. November       | Sel. Maria Beltrame Quattrocchi † 1965 in Italien                          | 25. November       |

Angestrebte oder eingeleitete Seligsprechungen (Auswahl)
Bei den nachfolgend aufgelisteten Paaren handelt es sich um vorbildliche Eheleute, von denen ein Partner bereits kanonisiert ist und der andere sich im Kanonisierungsprozess befindet.
| Ehemann                                                | Gedenktag (Mann) | Ehefrau                                                      | Gedenktag (Frau) |
| ------------------------------------------------------ | ---------------- | ------------------------------------------------------------ | ---------------- |
| Sel. Frédéric Ozanam † 1853 in Frankreich              | 8. September     | Dienerin Gottes Amélie Ozanam † 1853 in Frankreich           |                  |
| Sel. Karl I., Kaiser von Österreich † 1922 auf Madeira | 21. Oktober      | Dienerin Gottes Zita von Bourbon-Parma † 1989 in der Schweiz |                  |
| Sel. Ladislaus Batthyány-Strattmann † 1931 in Wien     | 22. Januar       | Maria Theresia Batthyány-Strattmann                          |                  |
| Diener Gottes Pietro Molla † 2010 in Italien           |                  | Hl. Gianna Beretta Molla † 1962 in Italien                   | 28. April        |
| Cyprien Rugamba † 1994 in Ruanda                       |                  | Daphrose Rugamba † 1994 in Ruanda                            |                  |

## Orthodoxe Kirchen (Auswahl)
- Stefan Uroš IV Dušan und Helena
- Dmitri Iwanowitsch Donskoy (Gedenktag 19. Mai) und Eudoxia
- Nikolaus II. Romanow und Alix von Hessen-Darmstadt (Gedenktag der Zarenfamilie am 25. Januar oder am 4. Juli)